# Kajmak
Kajmak (tur. kaymak "vrhnje") je proizvod od kravljeg, kozjeg ili ovčjeg mlijeka dobiven fermentacijom.
Kajmak je mekane, kremaste konzistencije i blago kiselog ukusa te potječe iz Središnje Azije. Dobiva se fermentacijom mliječne masti izdvojene tijekom kuhanja sirovog mlijeka. Tradicionalno se proizvodi u Turskoj, Azerbajdžanu, Grčkoj, Bosni i Hercegovini, Srbiji, Makedoniji, kao i u Iraku, Iranu i Afganistanu. Razlikuju se mladi kajmak blažeg, i stari kajmak oštrijeg ukusa i žućkaste boje.
Proizvod je raširen u krajevima koji su bili dio Otomanskog carstva.
- Tradicionalne posude za pravljenje kajmaka na Balkanu
- Ćevapi s kajmakom
- Kajmak u Turskoj
- Na istoku se kajmak poslužuje uz deserte

## Vanjske poveznice
- Recept za kajmak (eng.)